# Прато ди Страда (Арецо)
Прато ди Страда је насеље у Италији у округу Арецо, региону Тоскана.
Према процени из 2011. у насељу је живело 131 становника. Насеље се налази на надморској висини од 400 м.